# 胡海军
胡海军（1971年10月—），湖南省长沙市长沙县人，华中理工大学、华中科技大学毕业，中华人民共和国政治人物。

## 生平
1971年10月，胡海军出生在湖南省长沙市长沙县。1990年，胡海军考入华中理工大学电力工程系电力系统及其自动化专业，1992年11月加入中国共产党。
1994年大学毕业后分配至湖南省电力设计院线路室出任技术员，2年后出任湖南省电力公司（工业局）办公室秘书。
2003年9月，胡海军调任湘潭县人民政府副县长、党组成员。2006年6月出任中共湘潭县委常委、县人民政府常务副县长、党组副书记，2010年6月出任中共湘潭县委副书记、县人民政府常务副县长、天易示范区党工委委员、管委会常务副主任。
2011年4月，胡海军调任中共湘乡市委副书记、市人民政府副市长、代市长，7月正式出任市长。2013年3月升任中共湘乡市委书记。
2016年7月，胡海军转任中共湘潭市岳塘区委书记，2020年4月兼任湘潭经济技术开发区党工委书记。2021年，胡海军出任中共湘潭市委常委、秘书长。

### 落马
2022年3月3日，胡海军涉嫌严重违纪违法接受湖南省纪委监委纪律审查和监察调查。同年8月19日，遭到开除党籍、开除公职处分。